# Schloss Dittersbach

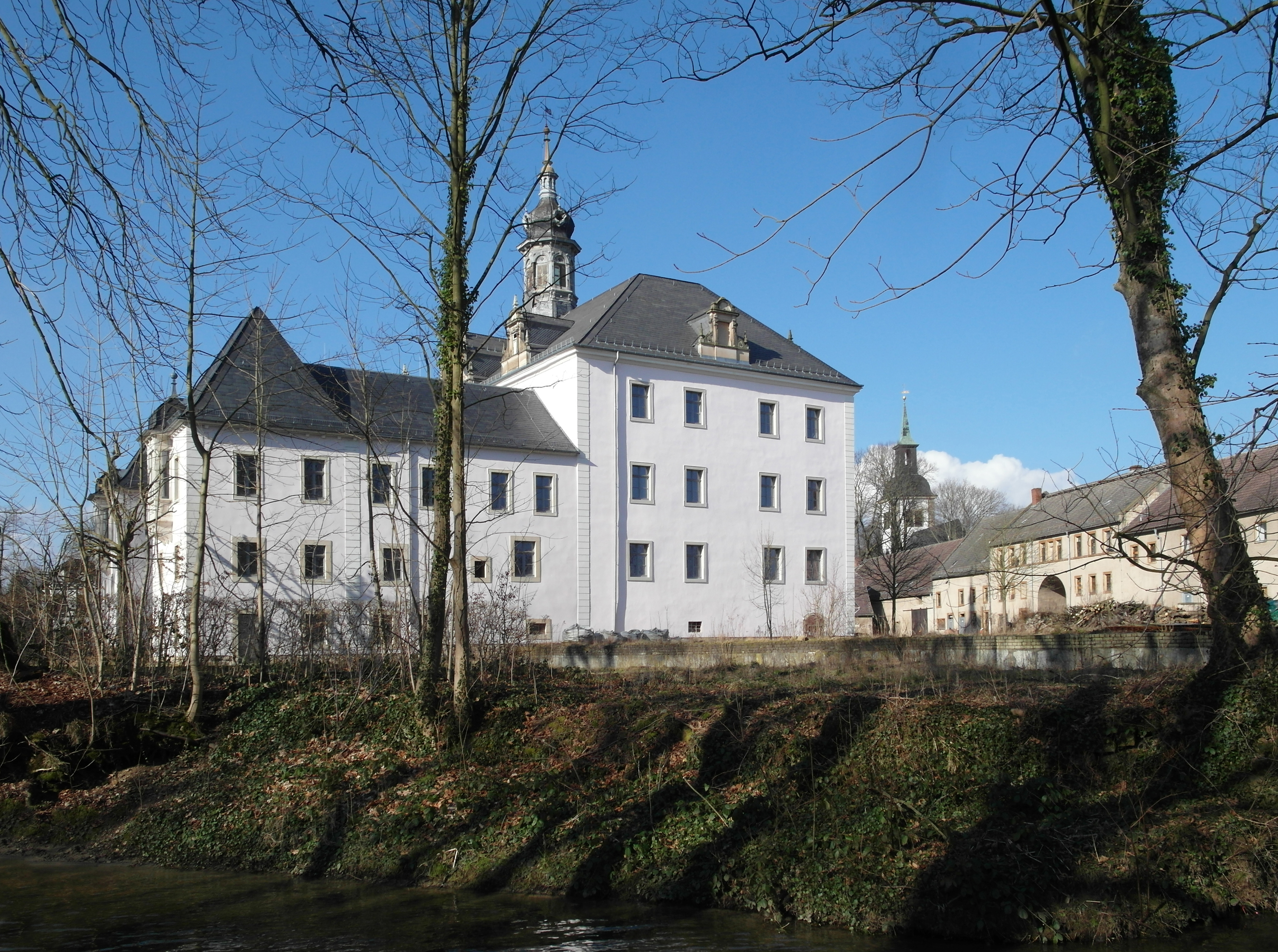
Schloss Dittersbach (Blick von Osten, 2018)

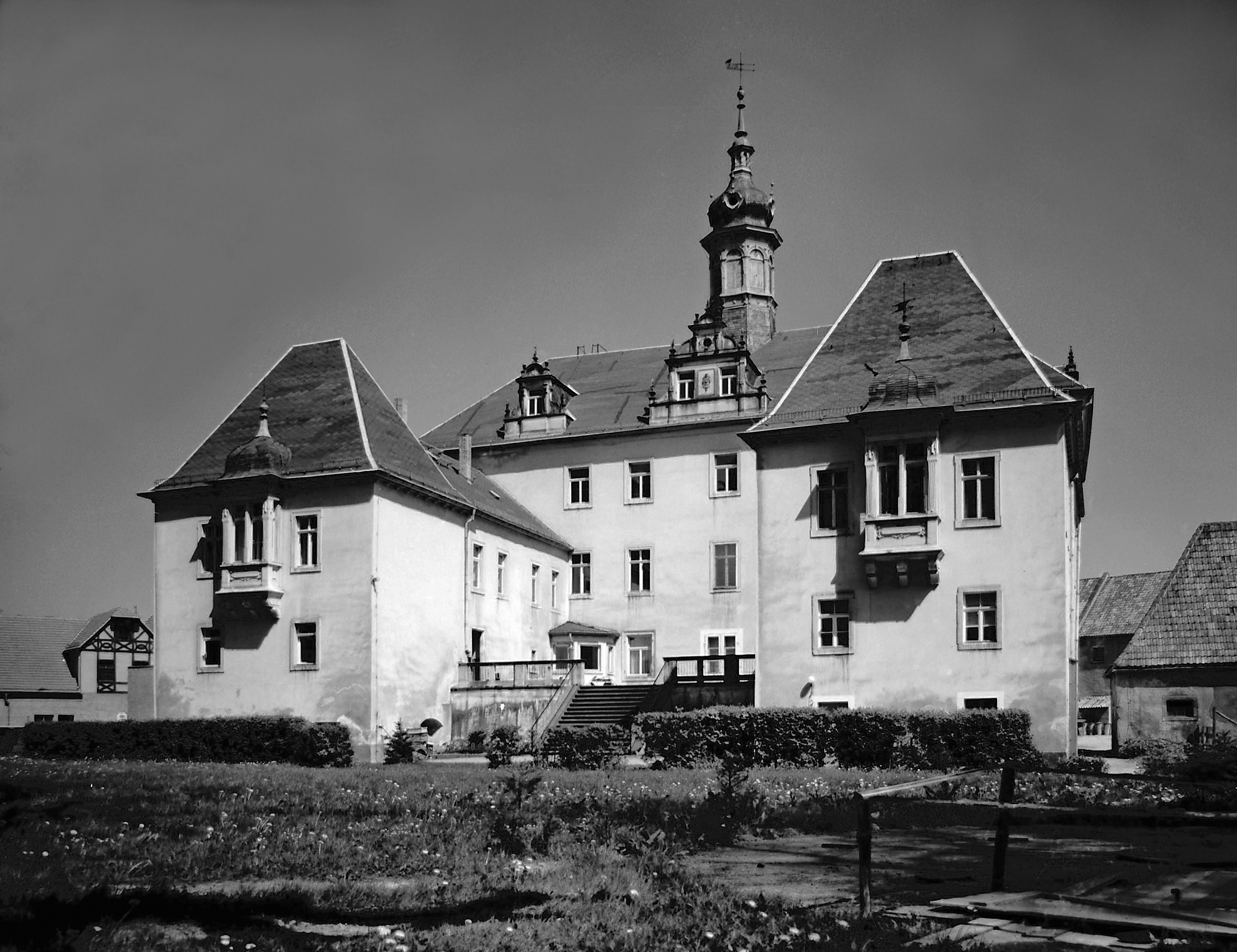
Schloss Dittersbach (Blick von Süden, 1988)

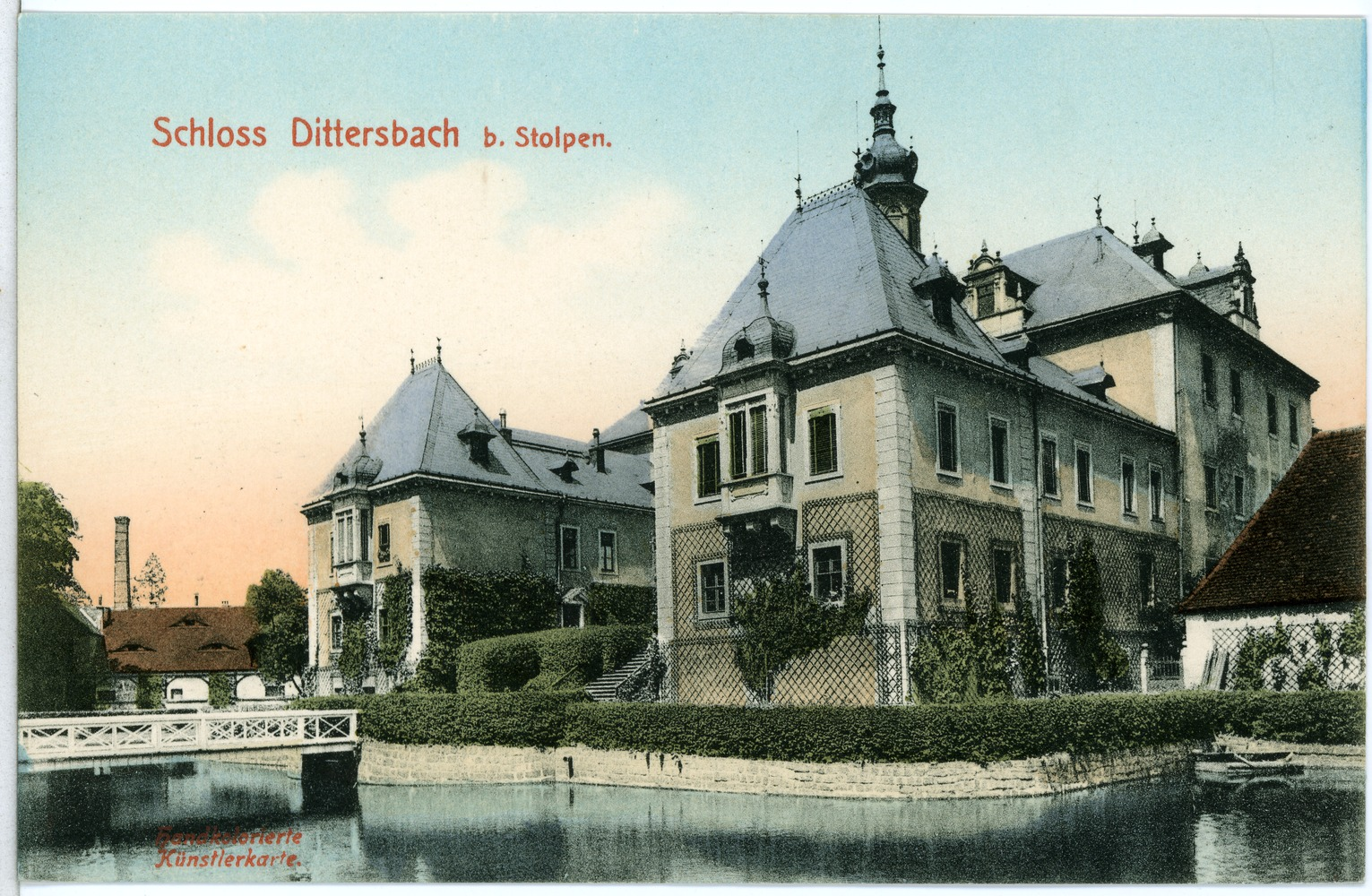
Schloss Dittersbach (Blick von Süden, 1908)

Das Schloss Dittersbach ist ein mehrfach verändertes, frühneuzeitliches Schloss aus der zweiten Hälfte des 16. Jahrhunderts im Ortsteil Dittersbach der Gemeinde Dürrröhrsdorf-Dittersbach im Landkreis Sächsische Schweiz-Osterzgebirge in Sachsen. Derzeit (Stand 2022) sind keine Pläne für eine Nutzung bekannt. In der Nachbarschaft liegt die Schöne Höhe mit dem Belvedere.
Das Schloss mit Wassergraben unter der Adresse Hauptstrasse 113 ist als Einzeldenkmal geschützt sowie als Bestandteil der Sachgesamtheit Rittergut und Park Dittersbach. Der Gutspark ist ein geschütztes Werk der Landschafts- und Gartengestaltung.

## Geschichte und Architektur
Das Schloss wurde in den Jahren 1555–1563 erbaut und im 18. Jahrhundert sowie in den Jahren 1820–1840 mehrfach verändert; es gehörte ehemals der Familie von Quandt. Das gedrungene, im Grundriss H-förmige Bauwerk ist im Mittelbau dreigeschossig, in den Seitenflügeln zweigeschossig. Ein Walmdach mit hohem Dachreiter und Dachausbauten mit Volutengiebeln aus dem 19. Jahrhundert schließt das Bauwerk ab. Das Innere wurde verändert.
Das Rittergut und das Schloss sind durch eine umfangreiche Geschichte geprägt. Um das Jahr 1350 war hier bereits ein Herrensitz, der 1446 als Vorwerk erwähnt wurde. Dieser Herrensitz gehörte zunächst Volczsch von Turgow, ab 1460 war Heinrich von Starschedel der Eigentümer. Als nächste Eigentümer sind Nickel von Köckritz ab 1472 und danach die Herren von Schönburg bis 1543 bekannt. Danach ging das Bauwerk im Tausch gegen die Wechselburg an den Kurfürsten Moritz. Im Jahr 1547 wird Dittersbach als Rittergut erwähnt. Der Kurfürst behielt das Rittergut etwa zehn Jahre in seinem Besitz und tauschte es danach mit Hieronymus Kiesewetter, der das heutige Schloss in den Grundzügen erbaute. Das Schloss war damals noch von einem Wassergraben umgeben und geht auf eine mittelalterliche Wasserburg zurück, welche mit dem Schloss vollständig überbaut wurde. Bis zum Jahr 1751 gehörte das Rittergut und das Schloss der Familie Kiesewetter. Im Jahr 1751 übernahmen Hofmarschall von Einsiedel und ab 1755 Heinrich von Bünau das Bauwerk.
Bis zum Jahr 1829 wechselte das Schloss Dittersbach des Öfteren den Besitzer, es blieb jedoch immer nur für kurze Zeit im Besitz des jeweiligen Käufers. Im Jahr 1829 kaufte Johann Gottlob von Quandt das Schloss und ließ es im folgenden Jahr umbauen, weiterhin wurde das Torhaus neu erbaut und ein weitläufiger Landschaftspark angelegt. Im Jahr 1883 übernahm die Familie Leuschner das Schloss, sie ließ es 1885/1886 umbauen, wobei die Flügelbauten hinzugefügt wurden. Rittergutsbesitzer Erdmann Otto Leuschner ist 1916 zum Mitglied der 1. Kammer des Sächsischen Landtags ernannt worden. Im Jahr 1925 verkauften seine Erben das Schloss Dittersbach mit dem Park und den Skulpturen an die Stadt Dresden, die es zum Erholungsheim umbaute.
Im Jahr 1949 wurde das Schloss von einer LPG übernommen; diese verwendete es noch bis zur Wende 1989 als Lehrlingswohnheim. Seit dem Jahr 1972 ist das Schloss als Bodendenkmal geschützt.
Nach 1993 erfolgte die Rückübertragung an die Stadt Dresden, danach war das Schloss ungenutzt und stand leer, bis es 2004 an eine GmbH verkauft wurde. Das Schloss wird allmählich restauriert, über eine künftige Nutzung ist nichts bekannt.

## Garten
Grundzüge der englischen Gartenanlage von Joseph Thürmer, datiert auf die Jahre 1830–1832, sind noch erkennbar. Von der Ausstattung blieben nur eine Bronzefigur der Diana von Versailles und ein kleiner griechischer Tempel erhalten. Dies sind ebenfalls geschützt.